# 印尼鸽记航空8968号航班空难
印尼鸽记航空MZ8968号航班，是由印度尼西亚鸽记航空公司经营的国内定期客运航班，该机是注册号为PK-MZK的，使用东安发动机公司WJ5A-1引擎的新舟60双发涡轮螺旋桨发动机支线飞机，据报道该飞机2010年12月1日交付交付使用。2011年5月7日，航班原计划从西巴布亚省的索龙飞往凯马纳，在降落过程中因恶劣天气导致飞行员操作失误，飞机撞到海岸后断成两截沉入海底，机上25人全部遇难。据悉事故发生时当地正下雨并伴有浓雾。
2012年5月，印尼国家运输安全委员会(NTSC)公布了最终调查报告，确认飞行员错误操作是事故的主要原因。调查确定，飞机在不适合目视进近的情况下进行目视进近。机组人员没有遵循标准操作程序，没有执行进近简令，也没有完成着陆前检查单。机组人员不断地寻求与跑道建立目视参考，但没有成功。在决定中止进场后，飞行员在飞机非常接近水面情况下偏离了标准复飞程序。快速下降的主要原因是各种情况的结合，如高坡度角（向左倾斜达38度）和襟翼收至5，随后收至0位置，以及其他情况的组合，如：发动机扭矩未达到复飞扭矩、空速和机头向下的俯仰姿态。最终飞机受控撞击海面。

## 外部連結
- "turut%20dukacita.jpg"  (（页面存档备份，存于）) – 印尼鸽记航空
- National Transportation Safety Committee
  - Final Report（英文） ( Archived 2012-05-10 at WebCite)
  - Media Release（英文） ( Archived 2012-05-10 at WebCite)
  - Media Release（印尼文） ( Archived 2012-05-10 at WebCite)
  - Preliminary Report（英文） ( Archived 2012-05-10 at WebCite)
  - Laporan Awal Kecelakaan Pesawat Udara（印尼文） ( Archived 2012-05-10 at WebCite)
- "ASN Aircraft accident Xian MA60 PK-MZK Kaimana-Utarom Airport (KNG) （页面存档备份，存于）." Aviation Safety Network. （英文）